# Alberto Bonacossa
Alberto Bonacossa (Vigevano, 24 de agosto de 1883-Milán, 31 de diciembre de 1953) fue un industrial químico italiano. Pero es mejor recordado como dirigente deportivo.
Fue el fundador y presidente de la Federación Italiana de Deportes sobre hielo desde 1926 hasta 1927, fundada por la unión de la Federación Italiana de Patinaje sobre Hielo, de la que fue presidente de 1914 a 1926, con la Federación de Bob Club de Italia y la Federación Italiana de Hockey sobre hielo, de la que fue fundador y presidente desde 1924 hasta 1926. El 10 de octubre de 1920 fue uno de los fundadores de la Federación Italiana de Esquí, cuyo objetivo es la revitalización de esquí en Italia y que se convirtió en el primer presidente.
Ante la insistencia de los dirigentes del Comité Olímpico Nacional, también fue uno de los promotores de la Federación Italiana de Patinaje, fundada en Milán en 1922. En ese momento Bonacossa fue un importante representante de deportes milanés como propietario de A.C. Milan y del Hockey Club de Milàn, presidente del Club de Tenis de Milàn, y editor de La Gazzetta dello Sport.
Fue el promotor del Campeonato Internacional de Tenis de Italia, ya que en 1929 fue a París para participar en el campeonato internacional de Francia, y Londres, en Wimbledon. A su regreso había sido entusiasta y al año siguiente se estableció el mismo evento para Italia.
A la caída del fascismo fue brevemente Presidente-Comisionado de CONI, de 28 de julio a 28 de septiembre de 1943. Fue también miembro del Comité Olímpico Internacional desde 1925 hasta 1953, año de su muerte.
- Datos: Q2603511
- Multimedia: Alberto Bonacossa / Q2603511